# Tabloidjournalistik
Tabloidjournalistik er en bestemt journalistisk genre, der som regel tager udgangspunkt i sensationelle nyhedshistorier. Selv om begrebet kommer af højde-bredde-forholdet på nogle aviser, følger en tabloidavis ikke nødvendigvis tabloidstørrelsen, samtidig med at flere ikke-tabloid er gået hen og benytter sig nu af tabloid-målene. Tabloidjournalistik har fået stor kritik, da nogle mener man for ofte beskæftiger sig med rygter om berømtheders private liv. I nogle tilfælde har visse berømtheder haft succes med at sagsøge på baggrund af injurieanklager.